# Warty Heaven
|  | Denne artikel er oprettet af botten Steenthbot ud fra en ekstern database. Den kan derfor have sproglige fejl eller mangler. Denne skabelon kan fjernes efter kontrol af indholdet. |

Warty Heaven er en dansk eksperimentalfilm instrueret af Agneta Werner.

## Handling
Filmen fremstiller en kvinde ved havet.